# Barbara Oomen
Barbara Oomen (Amsterdam, 4 april 1969) is een Nederlandse hoogleraar en voorzitter van het College van Bestuur van HZ University of Applied Sciences. In 2008 werd Oomen bijzonder hoogleraar rechtspluralisme aan de Universiteit van Amsterdam en in 2011 hoogleraar sociologie van de mensenrechten aan de Universiteit Utrecht, vooral werkzaam op het terrein van mensenrechten en van onderwijsvernieuwing. Naast haar voltijds aanstelling bij HZ is dat een kleine aanstelling als hoogleraar, voor 0,05 fte.

## Levensloop
Barbara Oomen komt uit een artsengezin en woonde als kind in Amsterdam, Herwen en Aerdt, Tanzania, Drachten, Laren en Heemstede.
Oomen studeerde rechten en politicologie (cum laude) aan de Universiteit van Amsterdam en promoveerde aan de Universiteit Leiden (cum laude). Haar promotieonderzoek richtte zich op het traditionele recht en de nieuwe grondwet in Zuid-Afrika. Zij ontving voor dit onderzoek de Law & Society Association Dissertation Award. Vervolgens deed zij onderzoek naar internationale strafrechtspleging, onder andere in Rwanda. Zij ontving hiervoor beurzen van NWO (Veni), de Fulbright en de Niels Stensen Stichting.
In 2005 verhuisde Oomen naar Middelburg om te werken aan het net opgerichte University College Roosevelt. Van 2012 tot 2016 was zij daar decaan.
Van 2007 tot 2012 was Oomen voorzitter van het Platform Mensenrechteneducatie. Zij zette het Mensenrechtenonderzoek op, ter versterking van het mensenrechtenonderwijs. Ook schreef zij Inspiratie voor Mensenrechteneducatie, als handleiding voor docenten en beleidsmakers.
Oomen was lid van de Staatscommissie Thomassen, van de Adviesraad van het College voor de Rechten van de Mens en van de Commissie Mensenrechten van Adviesraad Internationale Vraagstukken. Zij zette, samen met de Soroptimisten, de eerste leerstoel mensenrechteneducatie van Nederland op.
In 2015 ontving in Oomen de Verdraaid Goed Award voor het werk op het gebied van Vrouwenrechten in Zeeland vanwege haar activiteiten op dat gebied.
In 2016-2017 was zij Fernand Braudel Senior Fellow op het European University Institute in Florence.
Oomen zit sinds 2018 in het bestuur van de Roosevelt Stichting, die iedere twee jaar in Middelburg de Four Freedoms Award uitreikt. Daarnaast is zij een van de initiatiefnemers van de Lokale Vier Vrijheden, met aandacht voor mensen die zich in Zeeland inzetten voor mensenrechten. 
Zij heeft een kleine aanstelling aan de Universiteit Utrecht als hoogleraar.

## Carrière
Het onderzoek van Oomen richt zich op de verhouding tussen het recht en de werkelijkheid. Ze ging zich na de periode in het buitenland meer op de situatie in Nederland richten. Zo publiceerde zij Rights for Others: the slow home-coming of human rights in the Netherlands waarin zij betoogde dat ‘mensenrechten’ in Nederland van oudsher vooral een exportproduct was.
Ook deed Oomen empirisch onderzoek naar de invloed van opvattingen van de Staatkundig Gereformeerde Partij (SGP) op de positie van vrouwen in gereformeerde kring.
In 2012 presenteerde zij enkele malen de rubriek Schuim & As bij het televisieprogramma Buitenhof, en schreef regelmatig opiniestukken over haar onderzoek.
In 2017 ontving Oomen een NWO Vici beurs voor 'Cities of Refuge', een onderzoek naar de rol van lokale overheden in de opvang en integratie van vluchtelingen.
Eind 2020 werd Oomen kandidaat-lid Tweede Kamer voor de PvdA. Zij stond op plaats 20 en was daarmee de hoogst geplaatste jurist op de lijst. Ondanks steun van Job Cohen en Jet Bussemaker kwam zij niet hoger op de lijst en werd zij niet verkozen in de daarop volgende Kamerverkiezingen. 

## Stellingnames
Barbara Oomen neemt deel aan het maatschappelijk debat over de Grondwet en mensenrechten. In 2007 schreef zij een opiniestuk 'Wij moeten nodig eens over onze Grondwet praten'. Zij voerde onderzoek uit naar de kennis over de grondwet, en concludeerde daarbij dat de Grondwet 'onbekend, maar niet onbemind' is. In 2009 werd zij lid van de Staatscommissie-Thomassen die onder andere als opdracht had de toegankelijkheid van de Grondwet te versterken. In het eindrapport van de Commissie nam Oomen een minderheidsstandpunt in, waarin zij benadrukte dat de burger een belangrijker rol had moeten hebben in het proces. 
In haar werk benadrukt Oomen de waarde van het Europees Verdrag voor de Rechten van de Mens. Zo schreef zij in 2010, in reactie op Thierry Baudet, 'Versterk liever de Grondwet dan kritiek te leveren op Europees Hof'.
- Bibliothèque nationale de France: cb150073022 (data)
- Gemeinsame Normdatei: 1045411353
- International Standard Name Identifier: 0000 0001 1635 176X
- Library of Congress Control Number: no99071126
- Nationale Bibliotheek van Israël: 987007319704705171
- Nederlandse Thesaurus van Auteursnamen: 166609986
- ORCID: 0000-0003-4033-8746
- Parlement.com: vi9ngk8e6jrs
- Système universitaire de documentation: 085206954
- Virtual International Authority File: 47038766
- WorldCat: E39PBJcGp6Gc7MbXkWFt8T4yVC